# Szemcsés aranygomba
A szemcsés aranygomba (Phaeolepiota aurea) a csiperkefélék családjába tartozó, Eurázsiában és Észak-Amerikában honos, lombos és tűlevelű erdőkben élő, feltételesen ehető gombafaj. Nemzetségének egyetlen tagja.

## Megjelenése
A szemcsés aranygomba kalapja 5-18 cm széles, alakja fiatalon domború vagy kúpos, amely idővel közel laposan kiterül, közepén általában megmarad egy kis púp. A kalapot és fiatalon a lemezeket vékony, szemcsés fátyol borítja be, amely a kalapról letörölhető. Színe élénk oroszlánsárga, aranybarna, okker. Felülete száraz, széle sokszor a fátyolmaradéktól cafrangos.
Húsa fehéres vagy sárgás. Íze kellemes gombaszerű, szaga keserű mandulára emlékeztet.
Sűrű lemezeik lefutó foggal szélesen tönkhöz nőttek. Színük krémszínű, rozsdasárgás. A fiatal gomba lemezeit a kalapéval egyező színű fátyol védi.
Tönkje 8-18 cm magas és 1,5-2,5 cm vastag. Színe a kalapéval egyezik. Gallérja széles, lelógó. Felszíne a gallér fölött csupasz, alatta szemcsés, hosszában ráncolt. 
Spórapora világos sárgásbarna. Spórája ellipszoid, sima vagy finoman szemcsés, mérete 10-14 x 5-6 µm.

### Hasonló fajok
Az aranysárga lánggomba, esetleg a nyálkástönkű pókhálósgomba hasonlíthat hozzá. 

## Elterjedése és termőhelye
Eurázsiában és Észak-Amerikában honos. Magyarországon ritka.
Lomblevelű és fenyőerdőkben él, nitrogénben gazdag talajon, sokszor csalánosban. Szeptembertől novemberig terem. 

## Étkezési értéke
Sok korábbi irodalom fogyaszthatóként említi, újabb kutatások kimutatták, hogy jelentős mennyiségű hidrogén-cianidot tartalmaz. Bár a hidrogén-cianid hőkezelés hatására gyorsan elillan, nyersen fogyasztva mérgezést okozhat. Egyes személyeknél emésztőszervi panaszokat okoz. Kimutatták, hogy a nehézfémekkel szennyezett talajból felhalmozhatja a kadmiumot. 

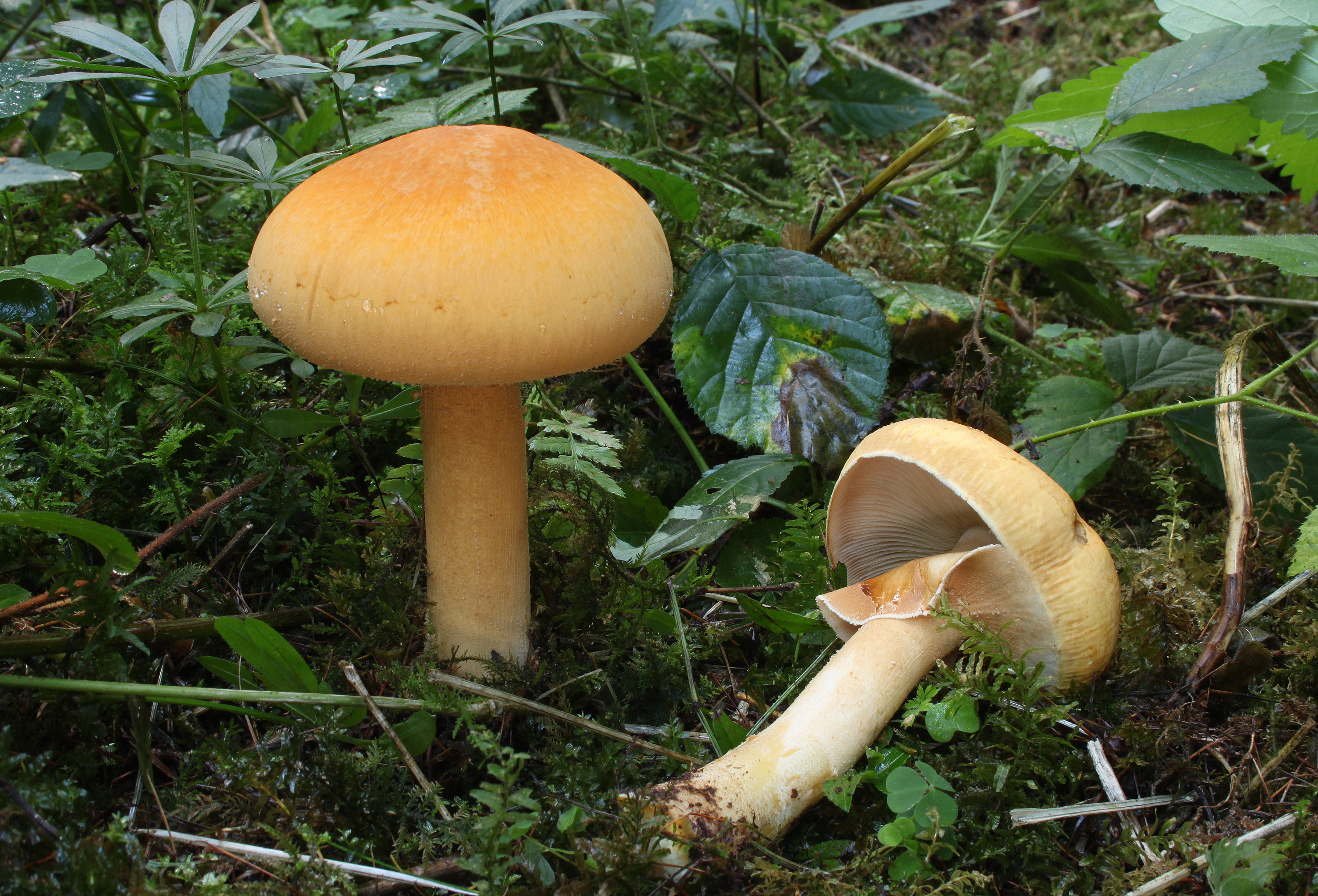
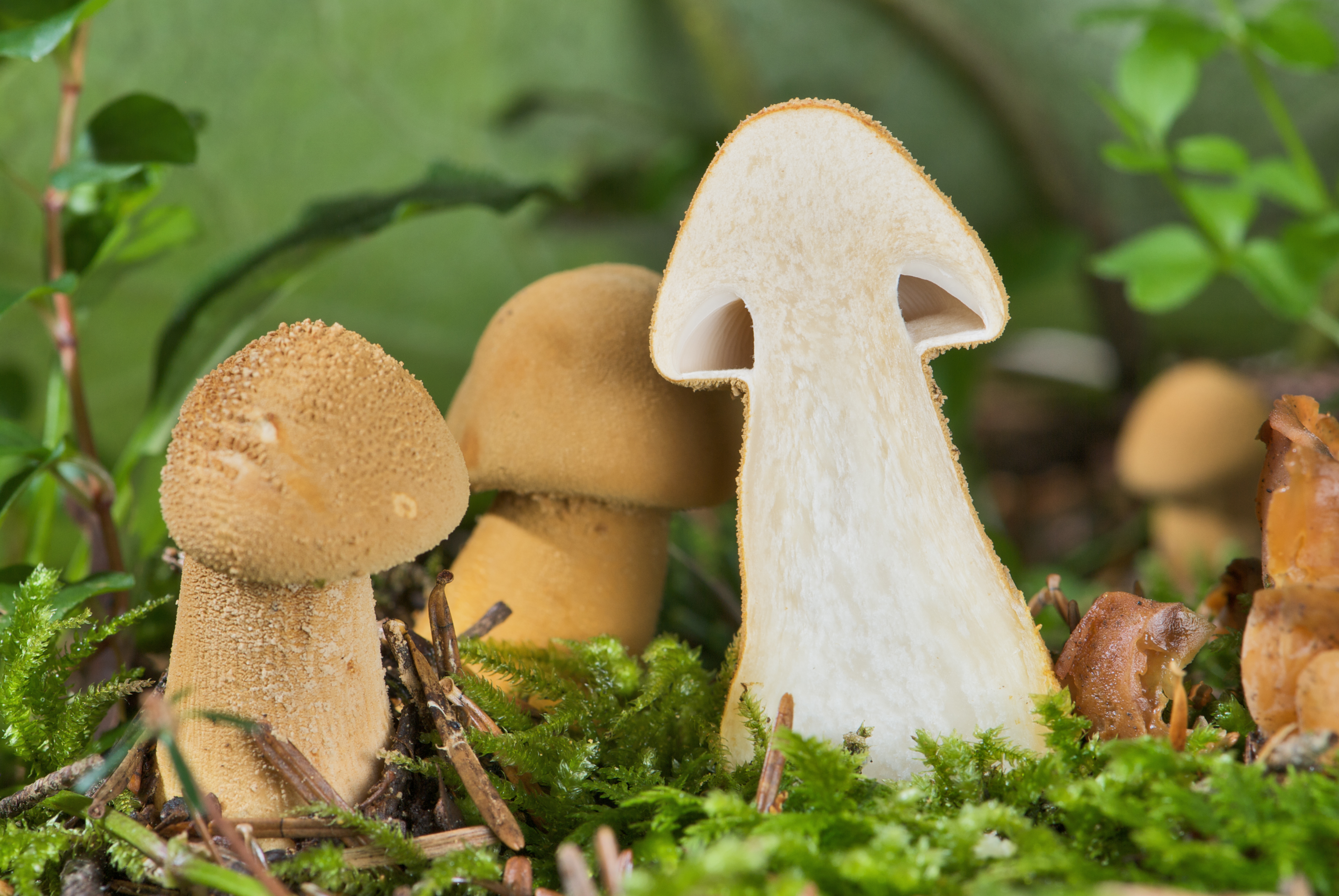
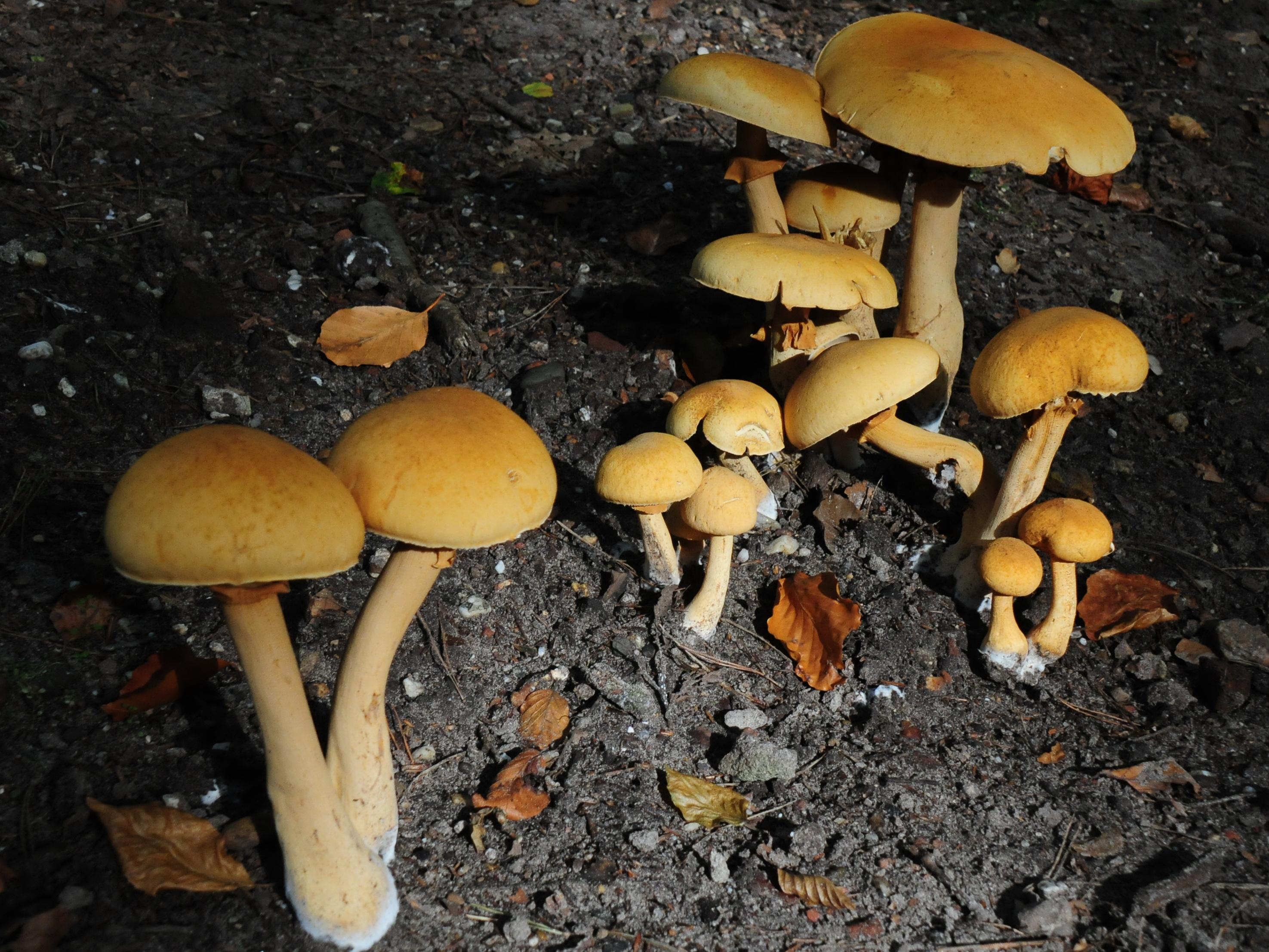
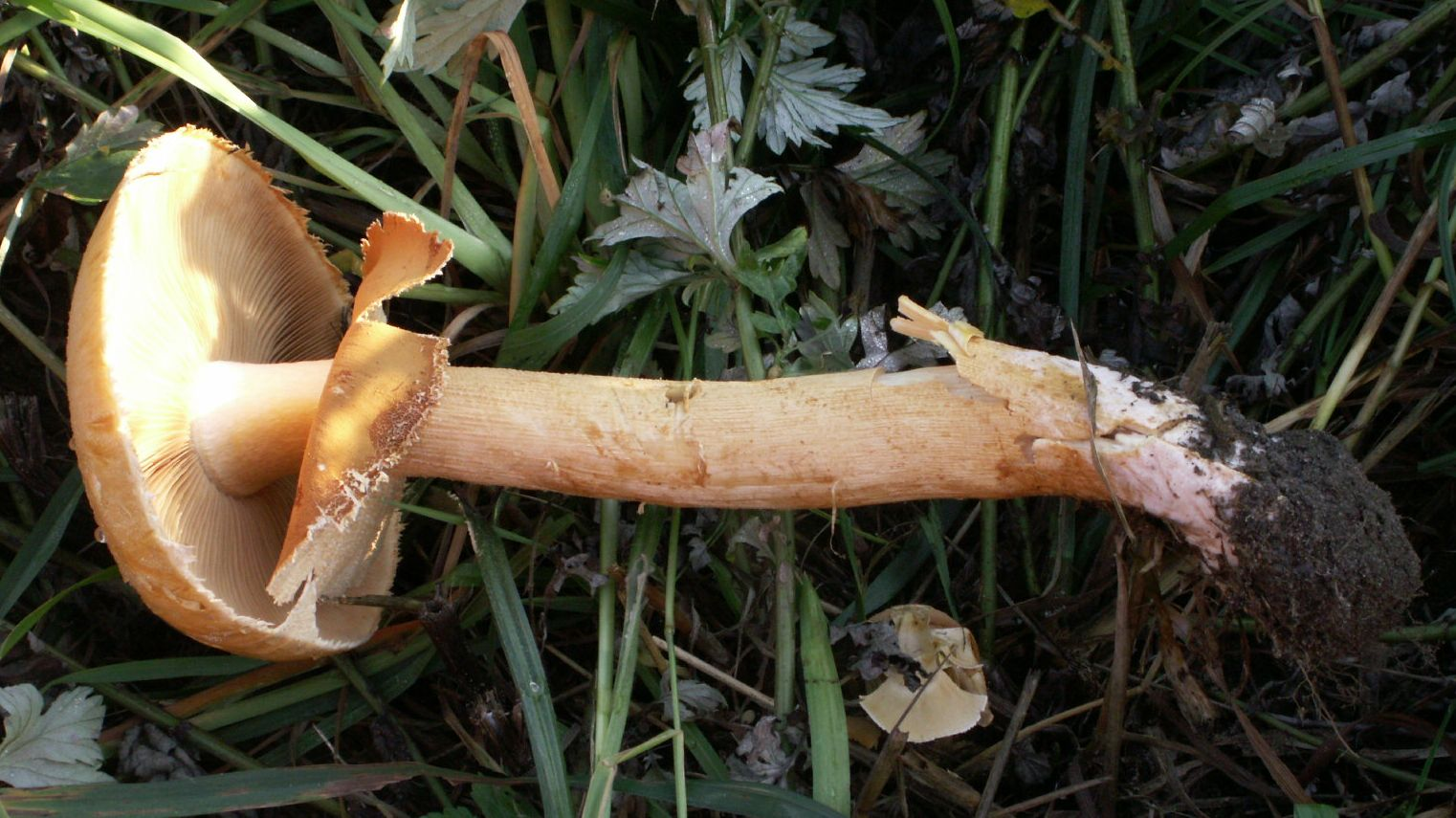
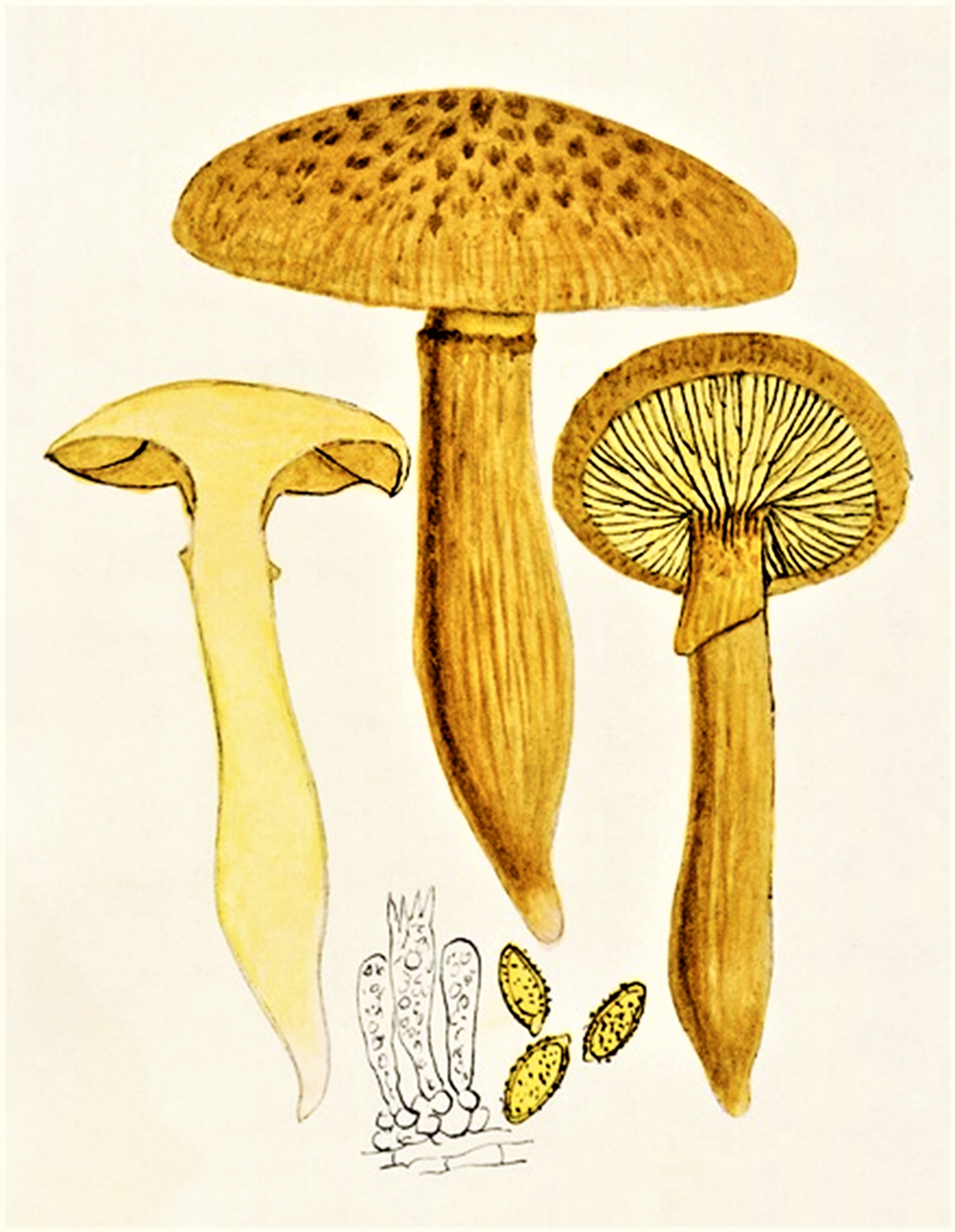

Fogyasztása nem ajánlott. 